# Philip J. Crowley
Philip J. Crowley (Needham, Massachusetts, 28 de julio de 1951) es un militar retirado y político estadounidense, fue el portavoz del Departamento de Estado de los Estados Unidos desde el 26 de mayo de 2009 hasta el 13 de marzo de 2011 fecha en la que dimitió debido a un desacuerdo con el Pentágono. 

## Carrera inicial
Crowley nació el 28 de julio de 1951 en Needham, Massachusetts. Estudió en el College of the Holly Cross, Buenos Aires (Inglés) en 1973.
Ha publicado varios estudios sobre cuestiones de seguridad nacional que criticó duramente la administración de George W. Bush.
Durante la administración de Clinton, Crowley fue Asistente Especial del Presidente de los Estados Unidos para Asuntos de Seguridad nacional y sirvió en el Consejo Nacional del personal de Seguridad. Antes de eso, fue Subsecretario Adjunto Principal de Defensa para Asuntos Públicos. Crowley sirvió en la Fuerza Aérea durante 26 años, retirándose con el rango de coronel en septiembre de 1999. Él es un veterano de las Operaciones Escudo del Desierto y Tormenta del Desierto. Durante el conflicto de Kosovo, fue asignado temporalmente a trabajar con el entonces secretario general de la OTAN, Javier Solana. 
Antes de unirse al Center for American Progress, se desempeñó como vicepresidente del Insurance Information Institute, centrándose en temas de la industria estratégica que incluye el impacto del terrorismo sobre los seguros comerciales a raíz de la tragedia del World Trade Center.

## Portavoz del Departamento de Estado
En América Latina, el Departamento de Estado norteamericano a través de Crowley, afirmó que las denuncias que hizo Colombia de la presencia de las guerrillas de ese país en Venezuela debieron ser tomadas “muy en serio”.
El portavoz del Departamento de Estado norteamericano, Philip Crowley, consideró que la ruptura de relaciones diplomáticas no constituían el camino adecuado para resolver el conflicto entre Venezuela y Colombia y opinó que ambos países deberían trabajar para “reducir las sospechas mutuas”.

### Escándalo de WikiLeaks
En lo referido al escándalo de los cables del gobierno de los Estados Unidos filtrados por el empresario Julian Assange y la polémica producida tras estos hechos, Crowley expresó los representantes del gobierno estadounidense en el extranjero no son ``espías´´. ``Nuestros diplomáticos saben exactamente lo que son: diplomáticos´´, dijo.
Assanje no solo filtro cables del gobernó estadounidense sino también de otros países como Gran Bretaña por ello en el Departamento de Estado, Philip Crowley, portavoz del llamado caso "un asunto entre Gran Bretaña y Suecia", dijo que los EE. UU. continúa su propia investigación.
Crowley no respondó a las preguntas sobre si los EE. UU. buscaría la extradición de Assange a los Estados Unidos, sólo dijo que la investigación de EE. UU. está en curso.
"Lo que estamos investigando es un delito bajo la ley EE.UU.. El suministro de 250 mil documentos clasificados de alguien dentro del gobierno a alguien fuera del gobierno es un crimen", dijo Crowley.

### Protestas en el mundo árabe

#### Egipto
Artículo Principal: Revolución egipcia de 2011
Durante los días de disturbios por la salida de Mubarak, Estados Unidos reiteró su llamado a la "calma" de "todas las partes" en Egipto, donde decenas de miles de manifestantes reclamaron la salida del presidente Hosni Mubarak, declaró Philip Crowley, portavoz de la diplomacia estadounidense."Con las manifestaciones que prosiguen en las calles de Egipto, estamos inquietos por los riesgos de violencia y llamamos de nuevo a todas las partes a la calma", afirmó Philip Crowley en la red Twitter."Los egipcios no aceptan más el statu quo, ellos esperan que su gobierno inicie un proceso para instaurar verdaderas reformas", añadió.

#### Libia
Artículo Principal: Rebelión en Libia de 2011
En lo que hace a Libia, Crowley admitió que su país ha mantenido contactos con grupos opositores de Libia que buscan llegar a Trípoli para exigir la salida del líder Muammar Gaddafi del poder. Aseguró que su país quería evitar más derramamiento de sangre en la nación del norte de África.
El vocero indicó que habló con sectores de la oposición y que trataron de ponerse en contacto con individuos en Libia que son activos opositores al Gobierno de Gaddafi.
Crowley hizo las declaraciones durante una rueda de prensa televisada, donde advirtió que no revelaría la ciudad originaria de los grupos opositores, pero expresó que están hablando con figuras de la oposición en Libia.

## Dimisión
El portavoz del Departamento de Estado estadounidense, Philip Crowley, dimitió por unas polémicas declaraciones en las que criticó al Pentágono por las condiciones de detención del soldado Bradley Manning, sospechoso de haber filtrado miles de documentos confidenciales de EE. UU. a la web WikiLeaks.
La polémica con Crowley había comenzado cuando en un acto con estudiantes uno de ellos le preguntó acerca de las "torturas" infligidas al cabo primero Bradley Manning, que se encuentra detenido en un local militar por ser el sospechoso de haberle suministrado información clasificada a WikiLeaks, que luego fue publicada en diarios de todo el mundo.
Crowley no respondió directamente a las acusaciones de "tortura", pero dijo que lo que hacían sus colegas en el Pentágono era "ridículo, contraproducente y estúpido". "Sin embargo, Bradley Manning se encuentra en el lugar adecuado", añadió el entonces vocero del Departamento de Estado.
Las declaraciones generaron malestar en el Pentágono y el presidente norteamericano, Barack Obama, insistió en que Manning permanecía detenido "en condiciones apropiadas y de acuerdo con los estándares de Estados Unidos".
"Dado el impacto que han tenido mis declaraciones, por las que asumo plenamente mi responsabilidad, he presentado mi renuncia como secretario de Estado adjunto para Asuntos Públicos y portavoz del Departamento de Estado", dijo en un comunicado Crowley, que calificó el trato que da el Departamento de Defensa a Manning de "ridículo, contraproducente y estúpido'".

Luego de la renuncia de Crowley, el presidente Obama trasladó a Mike Hammer al Departamento de Estado, con el plan de que sustituyera a Crowley, según la prensa estadounidense, aunque el cambio se ha visto acelerado por las declaraciones que hizo el ex portavoz.